# Fontevraud-l’Abbaye
Fontevraud-l’Abbaye település Franciaországban, Maine-et-Loire megyében. Lakosainak száma 1477 fő (2022. január 1.). Fontevraud-l’Abbaye Candes-Saint-Martin, Couziers, Épieds, Montsoreau, Souzay-Champigny, Turquant, Roiffé, Saix és Bellevigne-les-Châteaux községekkel határos.

## Népesség
A település népességének változása:
| Lakosok száma | 1198 | 1118 | 1108 | 1497 | 1546 | 1528 | 1536 | 1528 | 1515 | 1477 |
|               | 1968 | 1982 | 1990 | 2006 | 2013 | 2015 | 2017 | 2019 | 2020 | 2022 |